# 高麗
高麗（韓語：고려，918年－1392年），又称高麗王朝、王氏高丽，是朝鲜半岛历史上的一个朝代。918年，后高句丽统治者弓裔的部将王建推翻弓裔，改国号“高丽”，年号“天授”。935年，高丽合并新罗后，于次年灭后百济，统一朝鲜半岛，结束了后三国时代:62-63:3-15。高丽建都于京都開城府，歷经34代君主，国祚近500年，直至1392年爲朝鲜王朝取代。
高丽是朝鲜半岛历史上的文化繁荣时期。青瓷发展在高丽时期达到鼎盛，出现了翡色青瓷、镶嵌青瓷等独具特色的高丽青瓷。学术界有观点认为高丽青瓷在某些方面甚至超越了其母体宋代青瓷。高丽时期文学发展日臻完善。高丽文人以新罗乡歌为基础创作出国语诗歌正统体裁时调。与此同时，汉文诗、词、骚、赋、古文、骈文、应用文等各种文学体裁达到很高的水準，出现了李奎报、李齐贤、金富轼、郑知常等文学大家:253-266。高丽是佛教国家，同时盛行儒学，958年开始实行科举制度:146。高丽官学由国子监（后改为成均馆）、学堂和乡校构成:146:291。文宗时期，崔冲亦开创私学:291。高丽印刷术发达，《直指心體要節》是联合国教育、科学及文化组织所认定现存世界最古老的金属活字本，名列世界记忆遗产名录:105-106。

## 国号
高丽国号取自高句丽的简称，成宗时期的大臣徐熙曾明确表示：“我國即高勾麗之舊也，故號高麗。”高丽經阿拉伯人介紹，爲西方世界所知。今日朝鮮半島國家的外文名稱，如英文名等，就是「高丽」韓語發音的变形。在一些场合，高丽国号前会冠中國名号，如“有唐高丽国”、“有晋高丽国”、“有（大）宋高丽国”、“有（大）元高丽国”等，但臣事辽、金时则无此习惯，向单称「高丽国」。

## 历史

### 早期历史

#### 建国
9世纪以后，新罗国日益腐朽，再加上贵族及农民起义，国家统治机构趋向衰落，地方封建集团乘机扩张势力范围。公元900年，新罗海防军裨将甄萱在完山州（今全罗北道全州）割地自立，建立后百济国。 901年，新罗王族弓裔在铁圆（今江原道铁原）成立以复兴高句丽为目的的后高句丽政权，904年改国号“摩震”，年号“武泰”。朝鲜半岛形成新罗、后百济和后高句丽三国鼎立的“后三国”。:62
918年，弓裔手下的几位大将拥立王建推翻弓裔，改国号为“高丽”，年号“天授”，次年迁都至松岳（今开城）。后百济与新罗都遣使到高丽与其建交。920年，后百济攻打新罗，高丽出兵相救。后百济从此与高丽断交，于924年和925年两次攻打高丽，双方后相互以亲戚为人质议和。926年，后百济人质甄萱外甥在高丽病故。甄萱认为是被高丽所杀，于是杀死了高丽在后百济的人质王建的堂弟。927年，高丽联合新罗与后百济大战。同年9月，甄萱攻进新罗国都庆州，逼迫新罗景哀王自杀后，立金傅为王，是为敬顺王。931年，太祖王建应敬顺王之邀访问新罗共商征讨后百济之策。934年高丽太祖大败后百济后，后百济发生王子争夺王位的内乱，甄萱被其子软禁于金山寺，脱逃后归顺高丽。935年，敬顺王主动将新罗江山让给太祖王建，并娶王建长女为妻，成为高丽驸马。936年9月，高丽灭后百济 ，实现朝鲜半岛统一:62-63:3-15。930年和938年，芋陵（郁陵岛）和耽罗（济州岛）先后主动臣服于高丽。:20-21

#### 巩固中央集权
高丽建国后开始致力于中央集权的巩固。为了遏制地方贵族的势力，高丽太祖一方面鼓励地方贵族移居开京，另一方面修复已经荒芜的昔日高句丽国都平壤，希望将其建成高丽王室独占的西京。王建强化中央集权的建国理念可见于其留给继承人的《训要十条》、《政戒》一卷和《戒百僚书》八篇中。:65
光宗时期，高丽为消弱地方贵族势力于956年颁布《奴婢按檢法》，释放了地方贵族势力所占有的大量奴婢。958年，光宗开始推行科举制度，两年后改革官服和品级体制，通过文治压制贵族势力。景宗时期，高丽对太祖以来实行的“役分田”制进行了改革，开始推行根据官位高低分配田租的田柴科制，为中央集权的进一步巩固提供了经济基础。成宗时期，崔承老上《时务策二十八条》，中央集权体制得到强化。983年，高丽在全国设置12牧，由中央派遣官员出任地方官。中央政府建立起三省六部和中枢院，并设立国子监。成宗15年（996），高丽发行铸币乾元重宝，整治货币流通秩序。此外，成宗还开始在西京平壤建立与开京一样的官僚机构为副都，以摆脱贵族势力的牵制。:65

### 中期历史

#### 高丽契丹战争

金铜龙头吐首风铎

成宗十二年（993），契丹辽灭定安国后，开始攻打高丽。辽驸马萧逊宁率80万大军攻下蓬山郡。高丽上下惊恐。前去营救蓬山郡的高丽大将徐熙察觉辽只想让高丽臣服而非为扩张领土而来，于是返程与成宗商议与辽议和。与此同时，辽军在安州受阻。高丽以少胜多，大败萧逊宁。徐熙请命与萧逊宁谈判。萧逊宁认为高丽以新罗建国。鉴于辽已攻占高句丽旧土，高丽应交出所占高句丽旧土，臣服于辽，否则兵戎相见。徐熙则反驳说高丽都高句丽旧都平壤，以高丽为国号，高句丽旧土为高丽所有。他表示高丽并非不愿臣服，只是两国被女真相隔。经过谈判，萧逊宁在得到辽圣宗的批准后与高丽最终达成协议。辽将鸭绿江左岸女真之地让给高丽，高丽与宋断交，奉辽为正朔，使用辽的年号统和:50-66。此后，高丽在鸭绿江东修筑了兴化、龙州、通州、铁州、郭州、龟州6城:159。
1009年，高丽发生康兆政变。高丽将军康肇杀死高丽穆宗，拥立王询为王，是为显宗。1010年，高丽尙书、左司郞中河拱辰攻击东女真，兵败后怀恨在心，与和州防御郞中柳宗一起杀死了95名来高丽朝贡的女真人。女真后求契丹为其出气。同年11月，辽圣宗耶律隆绪趁机以为穆宗报仇为由，率40万契丹大军攻打高丽。辽的入侵遭到高丽顽强抵抗，但耶律隆绪最终于1011年1月1日攻克高丽开京，并放火焚烧了开京。不过显宗早已南下。由于后方兴化、龟州、通州和西京的高丽军民仍在奋力反击辽军，耶律隆绪无力南下追杀显宗，于1月11日撤兵。后退之时，“所降诸城皆叛”，龟州、通州和郭州等地高丽军民对撤退的辽军发起猛烈攻击，辽军伤亡甚重。:67-85:161-162
1011年，高丽遣使谢辽班师，但耶律隆绪要显宗亲自来朝觐。高丽以“王病不能亲朝”为由拒绝。此后，辽开始要求高丽归还鸭绿江南岸的6城。之前耶律隆绪从高丽撤军时遭到6城猛烈袭击，险些全军覆没。高丽拥有这6城后，东北女真各部纷纷来高丽朝贡与高丽建立友好关系。耶律隆绪因此决意收回6城。几番外交周旋无果后，辽先后于1014年10月、1016年1月、1017年8月和1018年10月四次大规模入侵高丽，企图以武力夺取6城，但都被高丽击退。耶律隆绪原本打算发动一次更大规模的战争，但双方都疲惫于常年征战，最终议和。1022年，辽册封显宗为高丽国王，送食邑万户、食实封千户，以及很多礼品。1029年，兴辽国谋求联合高丽攻打契丹。高丽并未响应。1031年，显宗和辽圣宗相继去世。1033到1044年，高麗德宗下令在朝鮮半島北部修建千里長城。:86-105:163-166

#### 中期繁荣

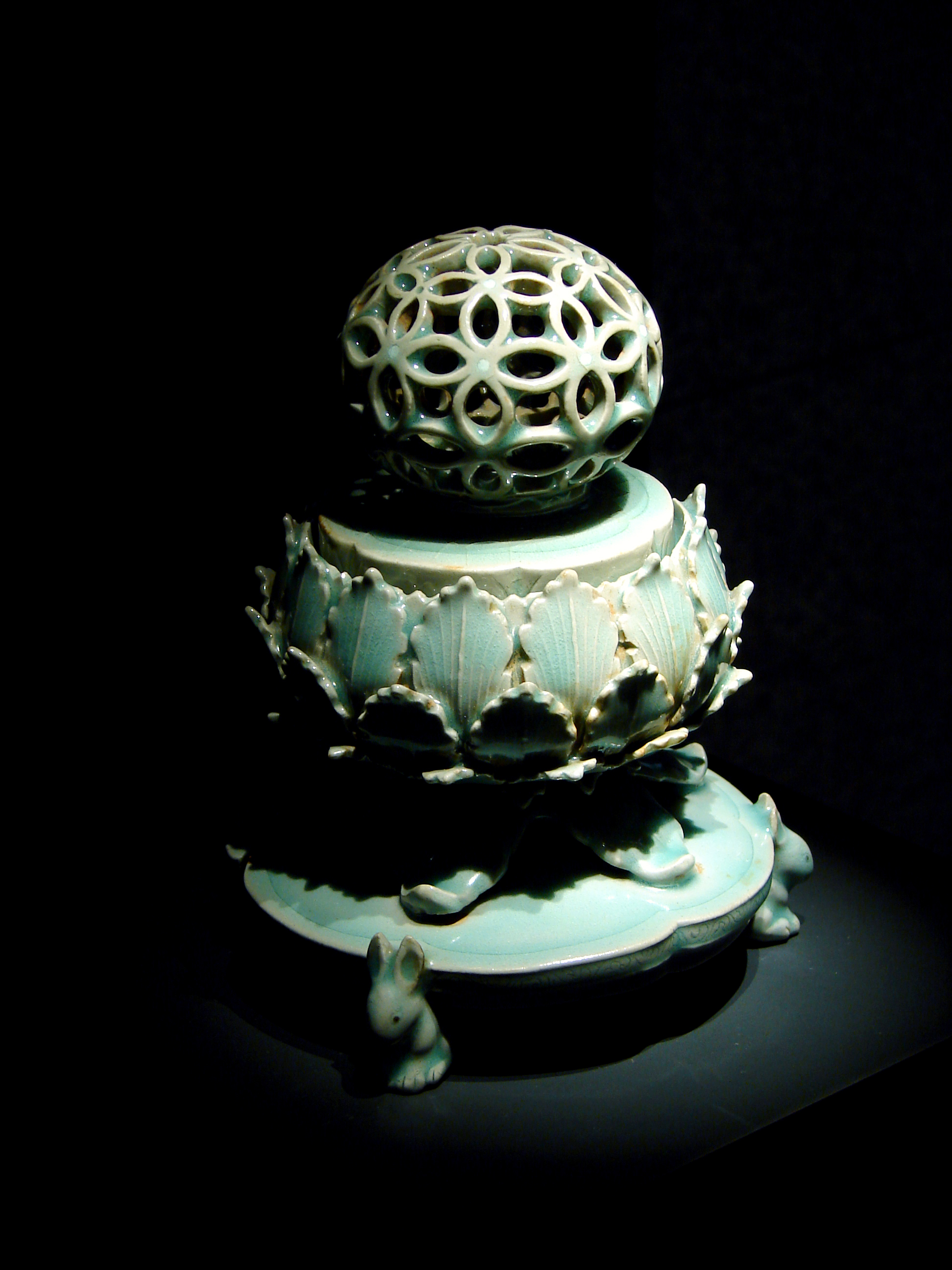
文宗时期高丽青瓷发展进入兴盛期

辽圣宗耶律隆绪去世后，辽国开始逐渐走向衰弱。文宗时期，宋与辽的实力几近相当，辽、宋、高丽三国和平相处。高丽同时与辽和宋保持着良好的关系。1071年，高丽与宋恢复了高丽契丹战争后中断的外交关系。文宗统治前后，高丽经济、文化等各方面出现繁荣复兴的局面。:109-111:136

#### 贵族政治的瓦解与武臣当政
高丽仁宗即位之初，高丽外戚当道。自文宗中书令李子渊三女嫁文宗为妃后，李氏家族7代历80余年权倾高丽朝野。1122年，李子渊之孙睿宗的国舅李资谦在睿宗升遐后，拥立其外孙睿宗之子高丽仁宗为王，并逼迫仁宗娶其三女和四女为后妃。李资谦与及其党羽拓俊京把持高丽朝政，引起仁宗厌恶。1126年，仁宗近臣欲密谋诛杀李资谦党羽拓俊京的弟弟和儿子，以铲除李资谦势力。但李资谦和拓俊京得却借机反叛，火烧王宫，杀死仁宗亲信，逼迫仁宗将王位让给李资谦。由于高丽大臣们的反对，李资谦并未得逞。之后，李资谦企图投毒杀死仁宗，但由于仁宗王妃的保护，也未成功。此后，李资谦与拓俊京之间出现矛盾。仁宗通过拉拢拓俊京，除掉李资谦势力，并将之流配至全罗道灵光。数个月后，李资谦病死于流配地。拓俊京在勤王有功后，却仗着功勋而日益嚣张跋扈，仁宗五年（1127年），被流配至岩堕岛（現今智岛）。:76-77:150-152
李资谦之乱后，开京残破。西京平壤贵族希望借机让仁宗迁都。西京僧人妙清在郑知常的引荐下，以风水地理之说劝仁宗离开王气已尽的开京，到西京称元建帝，复兴王室，北伐金国。1129年2月，位于西京林原驿的宫殿正式落成。但是，迁都计划遭到了开京贵族的强烈反对。1135年1月，妙清与赵匡等人在西京起事，自立国号“大为”，年号“开天”，史称“妙清之乱”。同年，妙清之乱被金富轼平定。:77:152-153

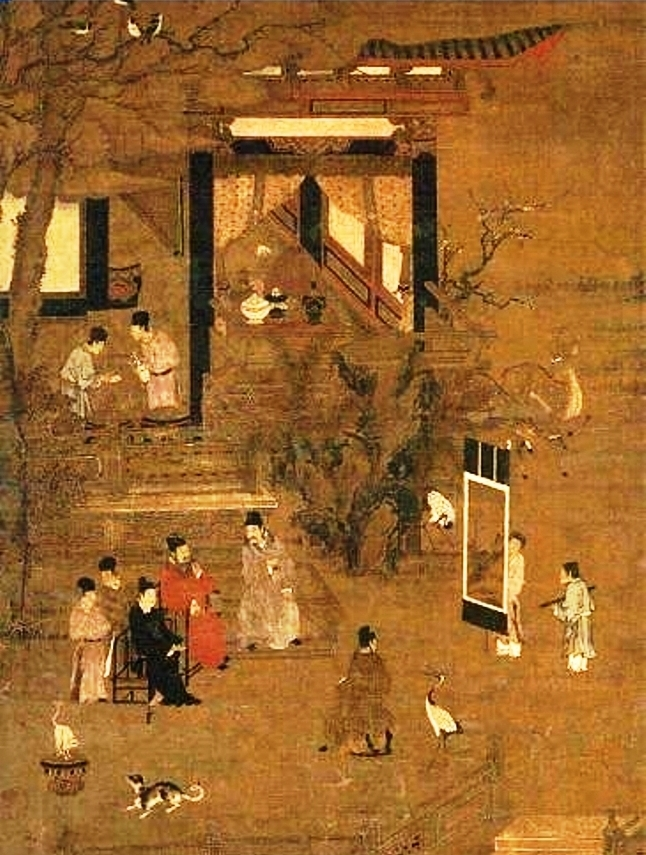
描绘高丽贵族生活的绘画

毅宗时期，高丽重文轻武的政策达到极致。1170年8月，郑仲夫，李义方和李高等几位高丽武臣因不满毅宗和文臣的欺压发动政变，建立明宗傀儡政权, 史称“武人之乱”。高丽从此进入武人统治时代。1208年，以崔忠献为代表的武臣政权正式形成。:77-78:156-168

### 后期历史

#### 蒙古入侵
高宗十八年（1231），攻打金国的窝阔台命撒礼塔率师攻打高丽。由于高丽军民奋力反击，蒙古军在龟州、忠州、慈州等地受阻后与高丽议和。蒙古人留下72名达鲁花赤后，于次年1月撤军。这72名达鲁花赤为掳掠钱财在高丽横征暴敛。1232年7月，高丽武臣政权统治者崔瑀处死了达鲁花赤。利用蒙古人不善水战的弱点，崔瑀将高宗及其王室转移到江华岛，将其设为战时国都（江都），并发表“入保山城，入避海岛”的全国令，备战蒙古再次入侵。1232至1259年，蒙古又先后5次大规模入侵高丽，使高丽经济、文化遭到极大破败。保存于大邱符仁寺的《高丽大藏经》初版，庆州的皇龙寺都在战火中被蒙古人烧毁:173-178:99-100。但在高宗在位的40余年间，蒙古人始终未能攻下江都:29:99。
高宗四十五年（1258），主张继续抵抗蒙古入侵的武臣政权统治者崔竩被杀。蒙古人趁机再度入侵高丽。次年3月，高丽与蒙古议和。1260年高宗去世后，倾向附元的元宗即位，高丽正式成为蒙古藩属国。不过武臣政权的三别抄部队仍然继续反击蒙古入侵，直到1273年4月被元朝和高丽的联合讨伐所灭。忠烈王即位后，高丽开始与元朝联姻。高丽君主娶元朝公主為王后，元朝则通过嫁到高丽的公主控制、干涉高丽朝政。1275年，元朝联合高丽攻打日本，兵败。1280年，元朝为再度攻打日本在高丽设征东行省，次年再度联合饱受倭寇侵扰的高丽攻打日本，但再度失败。:100-101:-179-183

#### 灭亡
1356年，高丽以评理印（王当），同知密直司事姜仲卿为西北面兵马使，司尹辛王旬、俞洪，前大护军崔莹、前副正崔夫介为副使，率军攻鸭绿江以西八站。六月癸丑，引兵渡鸭绿江攻婆娑府等三站破之。并一度停用至正年号，又命枢密院副使柳仁雨为东北面兵马使，率军进攻双城总管府（今黑龙江省双城市东京道的南端双城堡）。双城总管赵小生、千户卓都卿逃走。高丽攻占“和、登、定、长、预、高、文、宜及宣德、宁仁、辉德、静边等镇。”至此，1258年后归属元朝的部分土地被高丽收回。高丽又继续北进，攻占曷懒甸之战时设立的咸州，即元之合兰府（今咸镜南道咸兴）至三散（今咸镜南道北青）的土地，势力达至伊板岭（即朝鲜摩天岭）。1362年元朝纳哈出率军攻打三散、忽面等地，逼近咸兴，被高丽东北面将领李成桂击败。高丽向元朝呈文声称：不仅双城，三散等地也是高丽“旧疆”，但是咸州以北地区自渤海国时期起，先后属于渤海、辽、金、元管辖，从来不属于新罗、高丽。
1363年，崔莹成功战胜残留在济州岛、平壤等地的蒙古军队，收复这些地区的主权。1370年高丽又发动也顿村之战。
1382年，明朝命故元降将胡拔都深入到东女真地区，招抚当地的女真人等。翌年八月，胡拔都又率部进抵端州（今端川市），女真首领金同不花降附，高丽命令其大将李成桂率兵出击，双方战于吉州平，女真败退。
明洪武二十一年（1388年），明朝在原双城总管府之地设置铁岭卫，移文告知高丽。高丽国王王禑、门下侍中崔莹密议进攻辽东，守门下侍中李成桂反对无效。是年四月，王禑派左军都统使曹敏修、右军都统使李成桂出兵攻辽东。五月，曹敏修、李成桂渡过鸭绿江后，发觉行军困难、粮饷不济，上书要求班师，王禑不听。于是在威化岛回军，回师松都，流放崔莹。六月，王禑退位，其子王昌即位。以李成桂为东北面朔方、江陵道都统使，赐忠勤亮节宣威同德安社功臣之号；八月，都总中外诸军事；十月，兼判尚瑞司事。明洪武二十二年（1388年）十一月，王禑意图复辟，事败，李成桂以明朝称王昌非恭愍王之后而不许入朝为借口，废王昌为庶人，改立高丽宗室王瑶，是为恭让王。王禑流放江陵，王昌流放江华，十二月被诛。恭让王以李成桂为奋忠定难匡复燮理佐命功臣，爵和宁君、开国忠义伯，食邑一千户，食实封三百户，田二百结、奴婢二十口，称中兴功臣，父母妻封爵，子孙荫职。
明洪武二十五年（1392年）七月十二日，右侍中裴克廉等胁迫恭愍王妃废黜恭让王。十七日丙申，在右侍中裴克廉、判三司事赵浚、奉化郡忠义君郑道传、同知密直司事南訚等亲信的劝进下，权知高丽国事李成桂在松都寿昌宫即位，时年五十八岁。高丽王朝灭亡。

## 政治制度

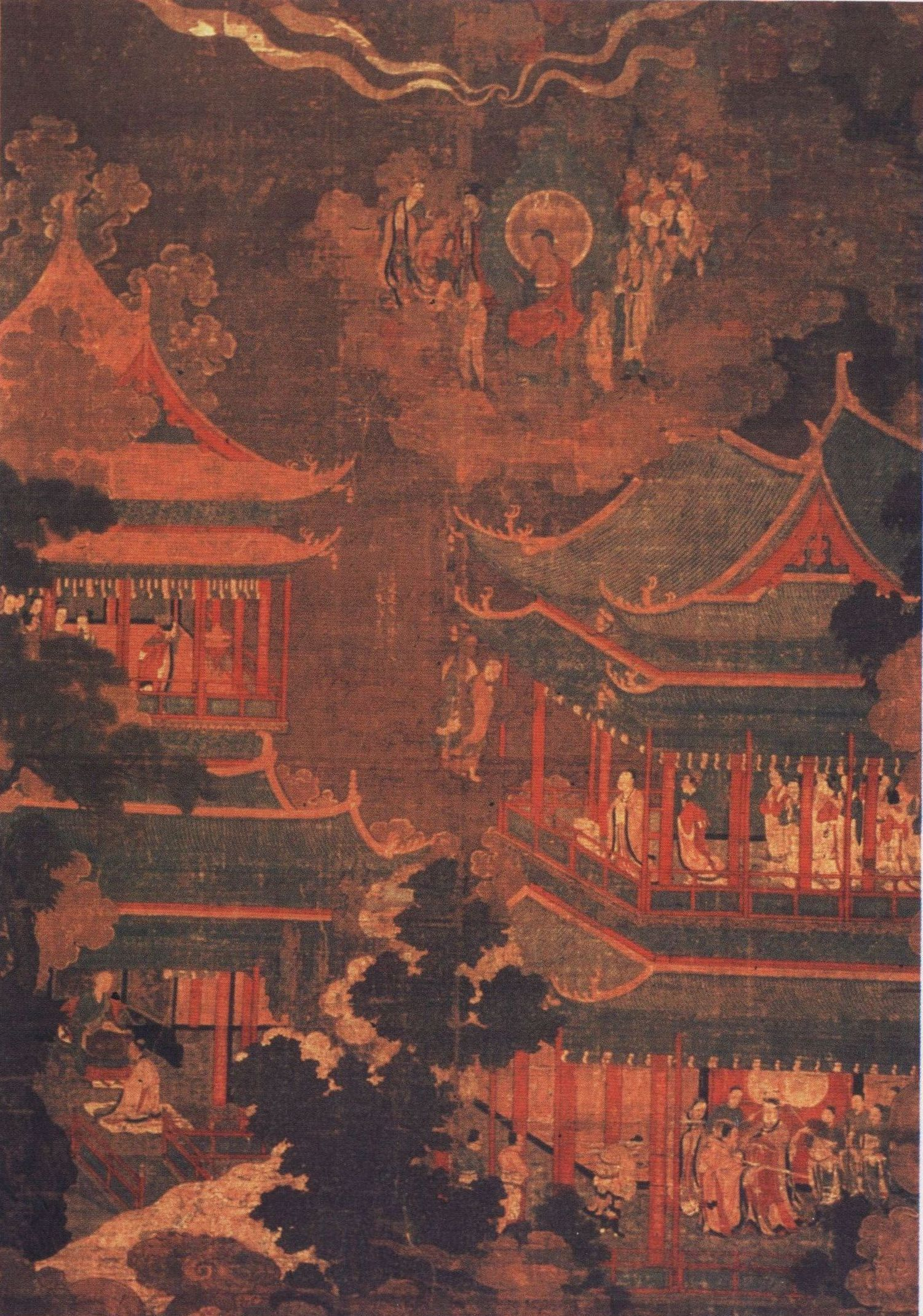
日本西福寺所藏高丽时代佛画《觀經序分變相圖》

高丽国刚成立时，采用了“外王內帝”政策，在国内自称“皇帝”，受中原王朝册封“高丽国王”。高丽光宗十一年称首都为皇都，高丽成宗十四年又改成開城府，首都的皇宫被称为“皇城”。同时采用了与中国近似的皇室制度，皇帝的命令称为“诏”；皇帝的继任人被称为“皇太子”； 皇帝的母亲被称为“皇太后”。与中国不同的是高丽君主除了被称为“皇帝”，也被称为“海東天子”，敬称“陛下”。1275年高丽向元朝称臣后，高麗忠烈王从元大都返回开城即位，不再以皇帝自称，改称国王，敬称“殿下”。政府机关的尚书省和中书门下省改为佥议府，枢密院改为密直司，御史台改为检察司，吏部和礼部改为典理司，刑部改为典法司。宰相头衔的侍中改为中赞，平章事改为赞成事，高丽的庙号制度也从元宗后废止。
高麗的官員分为不同的班，文班任文職，武班任武職，南班任宮中差役，軍班任軍中官職。
高麗前期仿效宋朝的政治體制，設立了主管行政的三省六部，主管軍事的樞密院和主管財政的三司。其中三省的中書省和門下省合稱中書門下省，尚書省亦稱「尚書都省」。三省長官為尚書令、中書令、侍中，品秩均為從一品，地位僅次虛位三師和三公。尚書令和中書令不常設，多以門下侍中為宰相，加「平章事」銜者亦為宰相。高麗忠烈王時期，將都兵馬使改制成「都評議使司」，成員包括僉議府和密直司的高級官員，成為最高權力機關。
1280年，元朝为攻打日本在高丽建立征东行省。在王京（今朝鲜开城）设达鲁花赤管理征东事务及监管高丽国政；高麗忠烈王王椹后成为第一个在元朝机构里兼任达鲁花赤的高丽国王。

## 对外关系

### 与辽朝
契丹於926年灭渤海国后，高丽太祖吸纳渤海遗民并打算北伐。942年，契丹送给高丽50匹骆驼，但遭高丽太祖拒绝。 契丹来使被放逐到孤岛，所送骆驼也都被饿死（萬夫橋事件）。以后的高丽国王都对契丹采取敌对的政策并与宋朝结盟。为了防止高丽与宋联合对付契丹，契丹先后于983年，985年，989年小规模偷袭高丽。 993年，80万契丹大军越过鸭绿江大举入侵高丽西北部。高丽军队与契丹在凤山郡展开激烈的斗争，最终将契丹大军阻挡在清川江。 契丹意识到以武力征服朝鲜半岛的代价较大，于是契丹开始与高丽进行谈判。在高丽同意断绝与宋的联盟并臣服契丹后，契丹军撤退。1009年高丽发生军变。主张抗辽的大将康肇杀死高麗穆宗，拥立高麗顯宗为王。 契丹趁机以平叛为由，发动40万大军再次入侵高丽。康肇率军奋力抵抗，但最终不敌契丹而战死沙场。显宗逃离皇城。契丹軍占领开城后，由于战线拉的太长担心会受到高丽反击，开始撤退。高丽趁势反攻，给予契丹沉重打击。1018年，契丹派10万大军卷土重来。双方之后议和，以后契丹再也没有入侵高丽。

### 与女真
朝鲜半岛东北部的一些女真部落曾为高丽的臣属，向高丽朝贡。 女真氏族首领接受高丽授予的武官官职有将军、宁塞将军、归德将军、柔远将军、怀化将军等；文官官职有大相、大匡、元甫、正甫、大丞等。 由于这些女真部落位于高丽东北部而称为“东女真”或“东北女真”。
完颜部统一了女真后，女真变得强大，开始向高丽挑衅并最终入侵高丽。面对女真的入侵，高丽肅宗下令让高丽所有军人上阵抵抗侵略，但却不敌入侵的女真。不过在尹瓘的说服下，女真后来撤退。女真撤退后，尹瓘感到高丽缺乏一支精實的部队，于是重组高丽军队并培训一支精锐部队。1107年，尹瓘率领一支1万7千人的重组部队攻打女真并最终取胜。胜利后尹瓘在朝鲜半岛东北部修建了9座城堡（九城）。1108年，高丽宫廷大臣争斗。高丽新君主睿宗令尹瓘撤兵。1115年，女真建立起金国，不久灭了辽国。金国的崛起，割断了高丽与中国宋朝和其它邻国的联系。由于受到孤立，高丽国力开始削弱。

### 与蒙古
1231年蒙古军进攻高丽，高丽王室从松都（今开城）迁往江华岛，其后蒙古数征高丽，进行掳掠，但仍对江华岛没有办法。高丽三别抄义军抵抗蒙古和元朝军队至1273年。蒙古入侵高丽期间，高丽大藏经被蒙古人破坏。高丽高宗下令重新修复大藏经，以期待佛祖能够保佑高丽的平安。
高丽内部对蒙古的入侵存在两派。文派反对与蒙古交战，而以崔氏家族为首的武派则坚持继续抗蒙。1258年崔氏政权首领被文派杀害后，蒙古与高丽达成和平协议，同意保留高丽的国家主体，高丽首都则迁回开城。忽必烈即位后，高丽成为其藩属，后设征东行省，高丽国王兼任行省达鲁花赤。高丽君主从忠烈王开始娶蒙古公主为妻，高丽君主继承人按照约定，必须在元大都（今北京）长大成人后，方可回高丽。

## 文化

### 教育

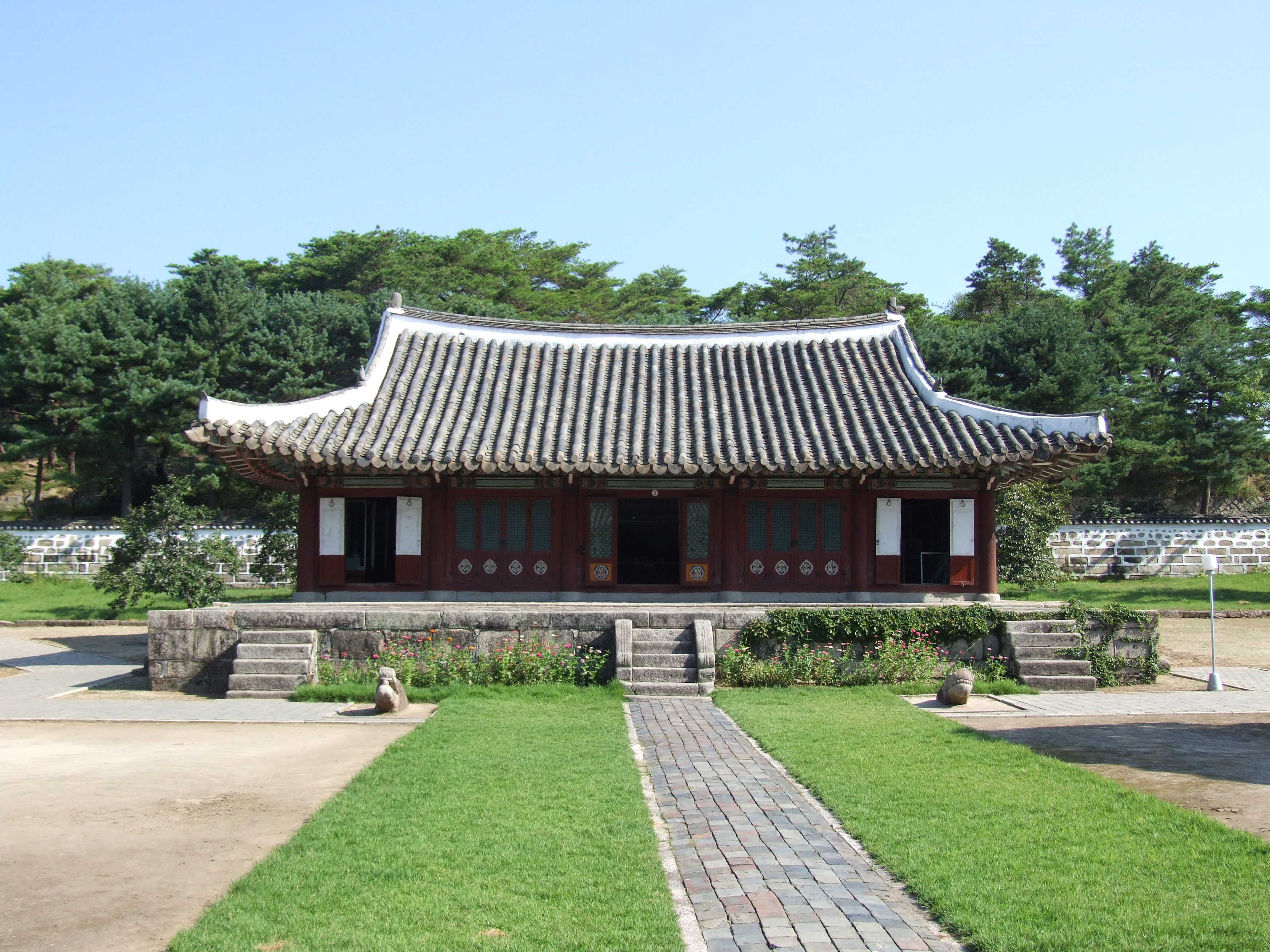
高丽成均馆

高丽官学由国子监、学堂和乡校构成:146:291。太祖十三年（930年），西京平壤和一些地区出现了乡校。成宗六年（987年），高丽开始向地方十二州派经学博士和义学博士，高丽中央开始管理地方教育。乡校作为高丽官学的地方教育机构也在这一时期在高丽得到普及。:108958年，高丽开始建立科举制度，把儒学经典列为考试科目:146。成宗十一年（992年），高丽将国学改称为国子监。文宗时期（1047-1083年），国子监除设有国子学、太学、四文学等儒家学部外，还增设了书学、算学、律学等技术学部，拥有完善的“京师六学”。睿宗四年（1109年），国子监增设了“七斋”。一到六斋为儒学斋，即学习《周易》的丽泽斋、学习《尚书》的待聘斋、学习《毛诗》的轻德斋、学习《周礼》的求仁斋、学习《戴礼》的服膺斋、学习《春秋》的养正斋。第七斋为武学斋（讲艺斋）。忠烈王时期国子监被改名为“成均馆”。:107学堂是高丽中期在开京设立的中等教育机构，主要向私学书堂的进修者传授经典、技术、宗教等:291。
高丽私学兴起于文宗时期（1047-1083年），由高丽重臣崔冲首创。文宗七年，崔冲辞去官职，后在松岳山下创建以九经三史为中心的九斋私学堂。其弟子在高丽科举考试表现不凡，颇具影响。文宗九年（1055年），开京先后又出现了11个由出身官僚文人设立的私学。这十二家私学被称为“十二功道”或“十二公徒”:108除了十二功道，高丽私学还有在高丽中期仁宗时出现的书堂。书堂是面对平民子女设立的初等教育机构，专注于教育大众化。朝鲜王朝时期书堂得到了巨大的发展。:291

### 文学
三国时期出现的乡歌在高丽前期得到继续发展。僧人均如为了用通俗语言向民众解说佛理，在光宗十八年以《华严经》中的“普贤十愿”为基础创作了乡歌《普贤十愿歌》。宋朝君臣见其汉文译诗后称“愿王歌主必是一佛出世。”:270-271:136-137高丽时期还出现了一种形式更为灵活的国语诗歌体裁“长歌”（“俗谣”、“别曲”）。现存的高丽长歌有《西京别曲》、《青山别曲》、《双花店》、《动动》（咚咚）、《处容歌》、《满殿春》、《履霜曲》、《郑石歌》、《思母曲》、《嘎西里》、《井邑词》11首:279-288。武臣当权时期，高丽文人开始尝试融合国语诗歌和汉诗，从而出现了“景几体”歌:293-299:142。在其影响下，高丽文人最终创作出了具有朝鲜民族代表性的正统诗歌体裁“时调”。时调是朝鲜文学史上存在时间最长的国语诗歌形式，其地位相当于中国诗歌中的近代诗地位:301-303:144-146。

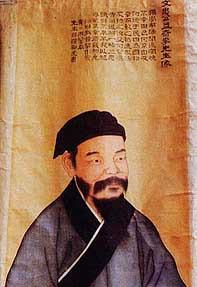
李齐贤

高丽前期汉文诗歌的代表人物主要有朴寅亮、金富轼、郑知常等:313-314。金富轼与郑知常是高丽最早写七律的人。金富轼的诗歌一般较为凝重，带有说教色彩。郑知常的诗歌则唐诗韵味十足，风格独特。他的七律是高丽近体诗成熟的标志:316-323:76-79。武臣专政，高丽诗坛出现了文学史上的第一个汉诗流派“海左七贤”:324-333:80-82。高丽后期的李奎报与李齐贤并称高丽汉诗双壁。李奎报早期作有长篇叙事诗《东明王篇》，做官后创作了许多反映农民疾苦，批评腐败政治的现实主义作品，晚年蒙古入侵高丽期间创作了一些爱国主义抒情诗，留有《东国李相国集》41卷和《东国李相国集后集》12卷:86-98。李奎报曾是忠宣王在元大都的侍臣，广交中国名士，是朝鲜文学史上为数很少的词人。他在元朝创作的诗词不仅在朝鲜文学史上创作出新的高度，而且在元朝诗坛、词坛也占有重要地位。李齐贤留有文集《益斋乱稿》和稗说集《栎翁稗说》 :389-415}:99-110。
高丽散文体裁丰富，有传记、赋、古文、骈文、应用文、拟传体、稗说体等。高丽官修正史《三国史记》在写法上与中国的《史记》一样，通过塑造人物，以达到教化的目的，有着其它一般正史所不能及的文学价值。其“本纪”部分塑造了仁义的赫居世、儒雅的真兴王、先知的善德王等性格丰满、层次丰富的君主形象:432-437:149-150。列传部分更具文学价值，其中以《金庾信传》最具代表性:149-150:432-437。赋是高丽科举考试的主要内容之一。最为流行的赋体是骈赋。崔滋的《三都赋》是篇爱国大赋，通过描绘开京、西京和蒙古入侵高丽时期临时国都江华岛（江都），批判高丽统治者依仗江华岛天险消极应战，不顾民生疾苦横征暴敛以满足自己享乐的腐败行径，与中国西晋左思的名篇《三都赋》相比具有更为复杂的内涵:485-489。武臣执政时期，高丽文人对政治敢怒不敢言，拟体散文作为文人表达对社会不满的一种方法得到蓬勃发展:492-497。高丽后期还出现了类似笔记文学的稗说体散文，为后世小说的出现起到了推动作用:497-506。

### 艺术

#### 高丽青瓷

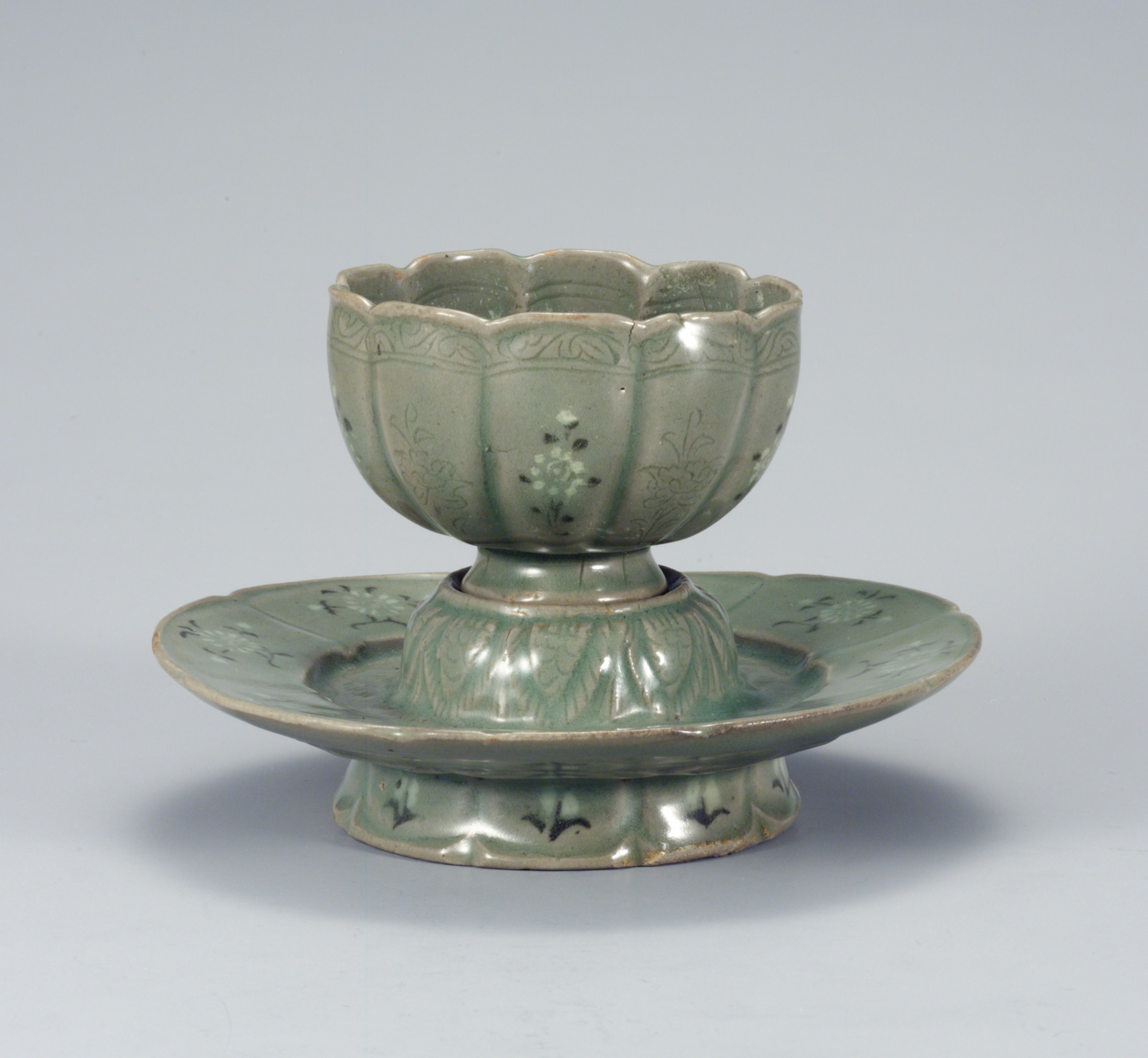
镶嵌青瓷菊花纹杯与托盏

统一新罗时期从中国引进的制瓷技术，特别是青瓷的制作在高丽时期得到长足发展并形成高丽独特风格。12世纪初，高丽纯色青瓷发展到顶峰，出现了釉色接近翡翠色的“翡色青瓷”。北宋徽宗年间到访高丽的使臣随员徐兢在其《宣和奉使高丽图经》卷三十二器皿条如是赞赏翡色高丽青瓷：“陶器色之青者，丽人谓之翡色。近年以来制作工巧，色泽尤佳……狻猊出香，亦翡色也。上为蹲兽，下有仰莲以承之。诸器为此物最精绝。”宋代太平老人所著的《袖中锦》将高丽青瓷称为“高丽秘色”，并将其列为天下第一的物品之一：“监书、内酒、端砚、徽墨、洛阳花、建州茶、蜀锦、定瓷、浙漆、吴纸、晋铜、西马、东绢、契丹鞍、夏国剑、高丽秘色……皆为天下第一，他处虽效之，终不及。”:17-18

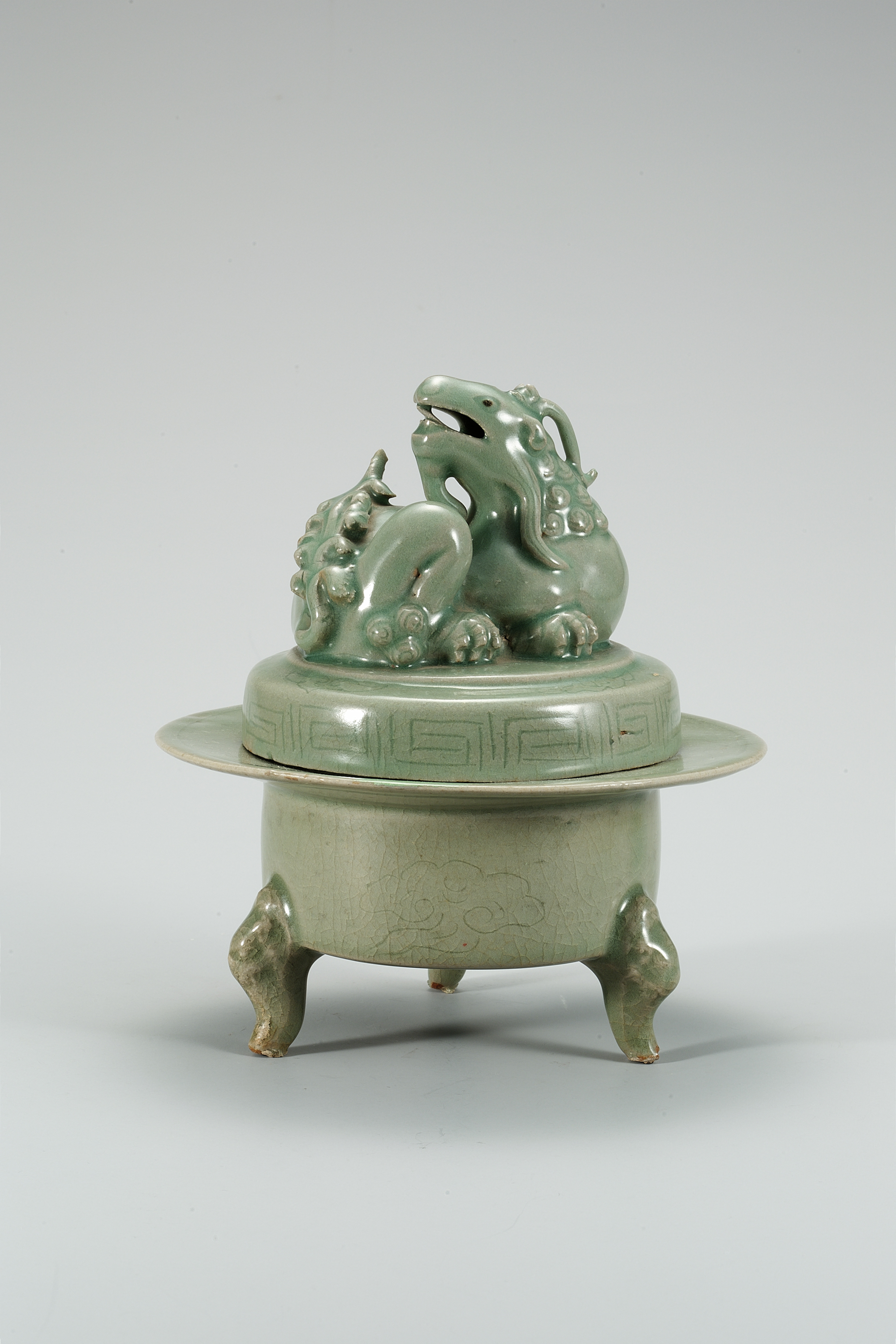
韩国国宝65号青瓷麒麟香炉（12世纪）

12世纪中叶，高丽青瓷的发展出现了第二个高峰。镶嵌青瓷随着高丽镶嵌技法的日趋成熟开始进入全盛时期。这一时期的高丽青瓷釉色透亮，并出现开片。器形方面显示出流畅、柔和的高丽风格，摆脱了棱角犀利的中国陶瓷的影响。12世纪后半期，镶嵌青瓷已发展成为高丽代表性陶瓷，被大量批量生产。与此同时，高丽青瓷的镶嵌方法与纹样也日趋繁多，主纹与从属纹开始一起使用，传统的印花云鹤纹、折枝纹以及牡丹唐草纹等纹样也镶嵌得更加精巧，从而形成高丽青瓷独有的风格。:21

#### 绘画

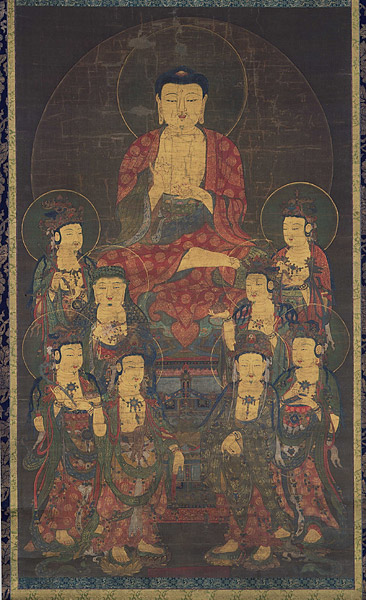
高丽佛画

高丽绘画在统一新罗的基础上得到进一步的发展，题材与风格更加多样化，佛教、人物、山水、花鸟等一应俱全。高丽设有掌管绘画的机构“绘画院”，王室、贵族、僧侣都热衷于绘画，出现了诸如李宁、李光弼、慧虚、徐九方等画家。李宁在出使北宋时曾得到宋徽宗的高度评价。宋徽宗还令翰林待诏向李宁学习绘画。李宁之子李光弼亦是位深受高丽明宗褒奖的画家:98-99:150。高丽山水画代表作品主要有李宁的《礼成江图》和《天寿寺南门图》，无名氏的《金刚山图》、《晋阳山水图》、《松都八景图》，恭愍王的《狩猎图》，李齐贤的《骑马渡江图》等。高丽的佛教绘画一般以大山大水为背景，主要代表作包括鲁英的《地藏菩萨图》，慧虚的《杨柳观音图》等。人物画和肖像画在高丽时期也很盛行，并出现了用于悬挂王族肖像画的建筑物。代表性肖像画作品是《安珦肖像画》:98-99:150-151。传入中国的高丽绘画得到了很高的评价。宋代绘画评论家郭若虚在其《图画见闻录》中称：“惟高丽国敦尚文雅，渐染华风，至于技巧之精，他国罕比。故有丹青之妙。”元人汤厚所著的《古今画鉴》说：“高丽画观音像甚工”。:99:204

### 宗教
宋朝版本的《大藏经》传入高丽后，促进了高丽佛教文化的发展。在高丽显王时，开始雕印《高丽大藏经》，至宋仁宗赵祯天圣七年(1029年)完成，其内容主要根据宋朝《开宝藏》复刻。

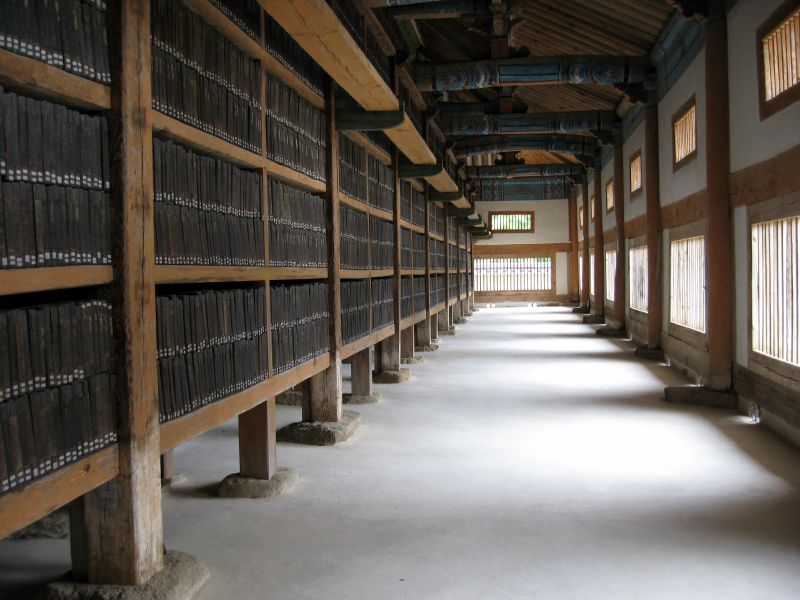
高丽大藏经

高丽大藏经，是13世纪高丽高宗用16年时间雕刻成的世界上最重要和最全面的大藏经之一。 高丽大藏经内容全面、准确，做工精美，为韩国第32号国宝。其保存地韩国海印寺为联合国教科文组织指定的世界遗产。

## 科技

### 金属活字印刷术

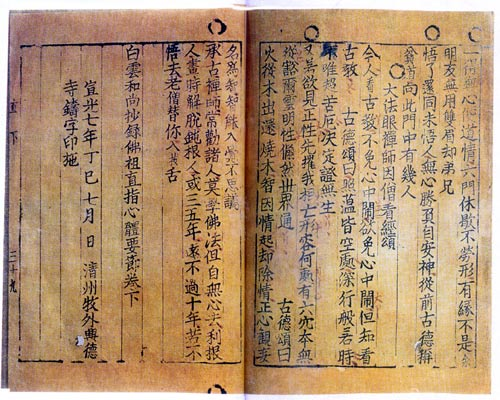
《白雲和尙抄錄佛祖直指心體要節》，世界现存最古老的金属活字本

高丽从中国引进毕昇发明的泥活字印刷术后，研制了金属活字印刷术，先后用铜活字印刷术印制了《详定古今礼文》（1234年），《南明和尚颂证道歌》（1239-1242年）。1377年青州牧（今韩国忠清北道清州市）兴德寺印制的《白雲和尙抄錄佛祖直指心體要節》是2001年联合国教科文组织认定的现存世界上最古老的金属活字本，并被其列入世界记忆遗产名录。:105-106

### 医学
建国初期，高丽设立了医学教育与行政机关体系。太医监主管全国医疗行政和医生教育及任用，尚药局负责王室的医疗事务，此外还有东宫医官、翰林医官、食医、军医、兽医、狱医等以及东西大悲院、济危宝、恵民局、救济都监等救疗机构。在医学教育方面，高丽在建国初设有医学院，主要邀请宋医教授医生。958年，高丽开始通过科举考试任用医官。成宗和穆宗时期，高丽医疗制度得到进一步的完善。:9:107
高丽中期在继承唐宋医学和综合印度及阿拉伯医学的知识后，高丽医学开始创立。宋医带来的《太平圣恵方》、《圣济总录》、《证类本草》、《神医普救方》、《太平惠民和剂局方》等医学典籍得到普及。受宋医的影响，高丽改变了原始的治疗方法，开始以阴阳五行为中心展开医学理论探讨，辩证论治的思想开始发展:9-10。在本草方面，宋《本草要括》、《证类本草》的传人使高丽新药的知识更加丰富。高丽《乡草救急方*方中乡药目草部》记载有180余种药物。高丽与中国的医学交流达到空前水平。高丽使节来华大多有医官相随。中国医事制度、医药著作、药材大量输出到高丽。中国医生到高丽也不绝于途:10。1078年，翰林医官邢等去高丽带去100种药材，并赠送了龙脑、朱砂、麝香、牛黄等。1118年，曹谊率医官杨宗立、蓝茁、徐竞等7人携带药材赴高丽教授内外科。此后，高丽设立药局，置太医、医学、局生之职:11。
高丽中后期的医学自主性得到增强，虽然依然遵循中医理、法、方，但在药物的使用上形成了使用乡药的风气。乡药的理论基础是“在本国发生的疾病应以本国药材进行治疗”的宜土性理论。相对于“乡药”，从中国输入的药材被称为“唐药”。高丽代表性的医学著作有金永锡的《济众立效方》（约1146-1166年）、崔宗俊的《御医撮要方》（1226年）。脉诊在高丽很被重视，但辨证论还不成熟，仍处于对症治疗的阶段，以药物治疗为主。《乡药救急方》、《三和子乡药方》、《乡药古方》、《东方经验方》、《乡药惠民经验方》、《乡药简易方》等许多乡药方书的出现，显示高丽自主医学已经过渡到以唐宋医学为基础，适当结合经验医术的阶段。高丽末期，由于战乱，高丽内忧外患，但高丽的自主医学却有了飞跃的发展，逐渐扩充了乡药的医药知识:11-12:108。在医学理论方面，高丽医学对《黄帝内经》、《甲乙经》、《难经》等有了新的理解与诠释，并整理编撰了《黄帝八十一难经注义图序论》，对《难经》各条文进行注解，并对全部理论辅以图表加以解释:9。

## 延伸阅读
[在维基数据编辑]
 《舊五代史·卷138》，出自薛居正《舊五代史》
 《新五代史·卷74》，出自歐陽修《新五代史》
 《宋史/卷487》，出自脱脱《宋史》
 《金史/卷135》，出自脱脱《遼史》
 《遼史·卷115》，出自脱脱《遼史》
 《元史·卷208》，出自宋濂《元史》
 《新元史/卷249》，出自柯劭忞《新元史》
 《高麗史》